# Jaren Jackson
Jaren Jackson (ur. 27 października 1967 w Nowym Orleanie) – amerykański koszykarz występujący na pozycji rzucającego obrońcy, mistrz NBA z 1999 roku, po zakończeniu kariery zawodniczej trener koszykarski.

## Osiągnięcia
Na podstawie, o ile nie zaznaczono inaczej.
NCAA
- Uczestnik:
  - NCAA Elite Eight (1987, 1989)
  - turnieju NCAA (1986–1989)
- Mistrz:
  - turnieju konferencji Big East (1987, 1989)
  - sezonu regularnego Big East (1987, 1989)

Drużynowe
- Mistrz:
  -  NBA (1999)[3]
  - CBA (1991, 1992)
  - turnieju McDonald’s Championship (1999)

Indywidualne
- Zwycięzca konkursu rzutów za 3 punkty podczas turnieju McDonalda (1999)
- Lider play-off NBA w liczbie celnych rzutów za 3 punkty (1999)[4]

Trenerskie
- Wicemistrz CBA (2006)
- Trener Roku CBA (2006)